# 이원경 (극작가)
이원경(李源庚, 1916년 2월 29일~2010년 12월 3일)은 일제강점기와 대한민국의 희곡 극작가 겸 연극 연출가로 주요적인 활약을 했었던, 이른바 은퇴 배우 출신의 소설가 겸 연극 감독이며, 무대 미술가이고 대학 교수 겸 교육인이다.

## 생애
- 1916년 2월 29일, 경성부 출생.
- 1937년 3월 중순, 일본 축지소극장에서 연극 작품 《햄릿》에 무대미술가로 데뷔.
- 1938년 일시 입국하여 극예술연극회의 춘향전의 무대장치 담당으로 참여하였다.
- 1940년 귀국, 극단 고협(대표 유치진)에서 현진건 원작의 무영탑을 상연할 때 무대미술 등을 담당했다.
- 1941년 현대극장 창립에 참여, 현대극장 창단동인으로 연극 활동에 참여하면서, 코미칼 희극의 연극배우로도 데뷔하였고, 무대 미술 장치 담당으로도 활동했다. 흑룡강 극단과 조춘(早春)극단의 현대극장 3회 공연작의 무대장치 담당으로 참여했다.
- 1943년 희곡 《해적 프리헤이즈》로 문단에 등단했다가, 본의 아니게 일본어로 썼으나 자책감에 시달려 일시적으로 1944년 연극계를 잠시 떠났다가, 1945년 8월 15일 광복(8·15 을유해방)이 도래한 뒤 1946년 다시 연극계에 복귀했으나, 1949년 이후부터 배우 분야는 완전히 은퇴하고, 오롯이도 완전히 연극 감독, 연극 연출, 무대 미술 담당, 희곡 극작 등에만 집중하였다.
- 1950년 서울대학교 국어국문학과 객원교수 등을 6개월 동안 잠시 지냄. 바로 이때 당시의 제자 가운데 일원이 바로 소설가 박완서.
- 1952년 한국 전쟁 중 신청년 악극단의 연극 《격분》의 연출 등을 담당하였다.
- 1953년 피난지 경북 대구시에서 제작자 박남을 만나 악극 제2의 생명 등 몇 편을 연출하면서 다시 활동을 꾸준히 했다. 극협의 기획담당으로 활동하다, 국립극장 대표 서항석을 만나 국립극단으로 건너갔다.
- 1954년 극단 민극(국립극단의 전신)의 창립에 참여, 창립멤버로 활동했고 창단기념공연인 파랑새를 명동 시공관에서 연출했다.
- 1955년 자작 소설 《격퇴(우리는 이렇게 싸웠다)》를 집필.
- 1955년 국립극단의 수선화를 연출했으며, 그 뒤 서라벌예대 연극학과 객원교수와, 드라마센터 초빙교수, 중앙대학교 예술대학 문예창작학과 대우교수 등으로 교편을 잡았다.
- 1956년 자신이 집필한 소설을 원작으로써, 이강천 선생이 감독한 영화 《격퇴(우리는 이렇게 싸웠다)》를, 영화 시나리오 각본 집필 작가 이정선 선생과 함께 공동으로 영화 시나리오 각본·각색·윤색 집필 등을 담당.
- 1960년 국립창극단의 심청전 연출로 참여했다.
- 1969년 극본 김대건 신부 와 해결되지 않는... 을 창작, 발표하다.
- 1970년 서라벌예술대학 학생들의 연극 《한여름밤의 꿈》을 연출했다.
- 1972년 중앙대 예술대 학생들의 연극 《백의종군》의 연출 등을 맡았다. 그러나 〔에저토 창고극장〕이 경영난으로 폐관의 위기에 처하자 그가 인수하여 운영하였다.
- 1973년 동국대학교 연극영화학과 객원교수를 잠시 지냄.
- 1976년 삼일로 창고극장을 열고, 극장장이 되었다. 삼일로 창고극장 대표로 있으면서, 1970년대까지만 해도 거의 드물던 연중무휴공연을 계속 진행하며 연극인과 신인 극작가와 연출가 등을 발굴, 배출했다. 또한 프로덕션 시스템으로 <빨강피터의 고백>을 성공시켰다.
- 1976년 국립창극단의 춘향전의 연출과 1978년 드라마센터의 오델로의 연출로 활동했다.
- 1983년 서울예술전문대학 연극학과 객원교수.
- 1988년 일본에 초청되어 일본 극단 발견의회가 기획한 귀두혹상(鬼頭惑象)의 연출을 맡았다.
- 2006년 극작가·연극연출가·연극무대미술감독 등의 분야에서 모두 완전히 은퇴.

## 상훈 경력
- 1978년 대한민국 예술원상
- 1978년 중앙문화대상
- 1982년 은관문화훈장
- 1982년 동랑연극상
- 1983년 대한민국 문화예술상

## 저서 및 논문

### 저서
- 이원경 연극연출론 (현대미학사, 1997)
- 불멸의 처 (평민사, 1999)
- 이원경 연극화술론 (한국예술종합학교 연극원 연기과, 2003)

### 논문
- 연극연출론, 1976
- '한문권의 한국과 일본의 언어 및  TV방송 화술의 문제점들' <한국연극> 1998년 11월호

## 기타
배우 추송웅을 발굴하여 스타로 부상시켰다.

## 평가
박정희·전두환 정권 당시의 광(廣)범위적인 비(非)극장 공연법 등의 개정을 위한 설득과 호소 등의 노력을 기울여 성사시켜, 대학로 극장가를 형성하는 발판을 마련했다.